# Liste der Kulturdenkmäler in Wallhausen (bei Bad Kreuznach)
In der Liste der Kulturdenkmäler in Wallhausen sind alle Kulturdenkmäler der rheinland-pfälzischen Ortsgemeinde Wallhausen aufgeführt. Grundlage ist die Denkmalliste des Landes Rheinland-Pfalz (Stand: 2. August 2023).

## Denkmalzonen
| Bezeichnung                    | Lage                                            | Baujahr | Beschreibung                                  | Bild |
| ------------------------------ | ----------------------------------------------- | ------- | --------------------------------------------- | ---- |
| Denkmalzone Jüdischer Friedhof | nordöstlich des Ortes in der Nähe der K 46 Lage | 1906    | Areal mit sechs Grabsteinen von 1906 bis 1929 | BW   |

## Einzeldenkmäler
| Bezeichnung                            | Lage                                   | Baujahr                              | Beschreibung | Bild                           |
| -------------------------------------- | -------------------------------------- | ------------------------------------ | --- | ------------------------------ |
| Wohnhaus                               | Allee 4 Lage                           | Anfang des 19. Jahrhunderts          | Fachwerkhaus, verputzt, Anfang des 19. Jahrhunderts, im Kern eventuell älter | BW                             |
| Brücke                                 | Am Gräfenbach Lage                     | 1868                                 | Brücke über den Gräfenbach; einbogige Bruchsteinbrücke, teilweise in Ziegeln erneuert, bezeichnet 1868 | BW                             |
| Inschriftentafel                       | Am Gräfenbach, an Nr. 22 Lage          | 1772                                 | Steintafel, (nachträglich) bezeichnet 1772 | BW                             |
| Brücke                                 | Am Gräfenbach, gegenüber Nr. 22 Lage   | 18. Jahrhundert                      | Brücke über den Gräfenbach; einbogige Bruchsteinbrücke, 18. Jahrhundert (?) | BW                             |
| Wohnhaus                               | Grabenstraße 4 Lage                    | um 1800                              | eingeschossiges Fachwerkhaus, um 1800 | BW                             |
| Hofanlage                              | Hauptstraße 66 Lage                    | 1716                                 | Hofanlage; barockes Fachwerkhaus, teilweise massiv, bezeichnet 1716 und 1794, Wirtschaftsgebäude teilweise Fachwerk | BW                             |
| Wohnhaus                               | Hauptstraße 68 Lage                    | 18. Jahrhundert                      | barockes Fachwerkhaus, wohl aus dem 18. Jahrhundert, bezeichnet 1860 | BW                             |
| Hofanlage                              | Hauptstraße 80 Lage                    | 19. und 20. Jahrhundert              | Handwerkeranwesen, 19. und erste Hälfte des 20. Jahrhunderts; Fachwerkhaus, verputzt, wohl aus der Mitte des 19. Jahrhunderts, winkelförmig angefügt Werkstatt und Ladenarkaden, bezeichnet 1927                                                                            | BW                             |
| Wohnhaus                               | Hauptstraße 86 Lage                    | 18. oder Anfang des 19. Jahrhunderts | Fachwerkhaus, verputzt, 18. oder Anfang des 19. Jahrhunderts | BW                             |
| Alte Schule                            | Kirchgasse 9 Lage                      | 1723                                 | ehemaliges Amtshaus; barocker Mansardwalmdachbau, bezeichnet 1723, Scheune wohl aus dem 18. Jahrhundert | BW                             |
| Katholische Pfarrkirche St. Laurentius | Kirchgasse 12 Lage                     | 1792                                 | klassizistischer Saalbau mit Tempelfassade, bezeichnet 1792, Architekt Peter Jung, Mainz; nach Brand 1920 wiederaufgebaut, Turm 1929; Querhaus 1963, Architekt Otto Spengler                                                                                                | weitere Bilder Fotos hochladen |
| Kriegerdenkmal                         | Kirchgasse, bei Nr. 12 Lage            | 1920er Jahre                         | Kriegerdenkmal 1914/18, neuklassizistischer Pfeiler, 1920er Jahre, nach 1945 erweitert und umgewidmet | BW                             |
| Katholisches Pfarrhaus                 | Kirchgasse 14 Lage                     | 1860                                 | spätklassizistischer Putzbau, 1860 | BW                             |
| Wohnhaus                               | Schafwinkel 3 Lage                     | 17. Jahrhundert                      | barockes Fachwerkhaus, teilweise massiv, 17. Jahrhundert | BW                             |
| Brücke                                 | Schloßstraße Lage                      | 1584                                 | einbogige Brücke über den Gräfenbach, Bruchstein, angeblich von 1584 | BW                             |
| Schloss Wallhausen                     | Schloßstraße ohne Nummer Lage          | um 1565                              | zweieinhalbgeschossiger winkelförmiger Bruchsteinbau, im Kern fünfseitiger Renaissancebau mit Treppenturm, um 1565, im 18. Jahrhundert erweitert; Grabmäler aus der Pfarrkirche; Gartenanlage mit barockem Gartenhäuschen; Einfriedungsmauer; Bruchstein-Wirtschaftsgebäude | weitere Bilder Fotos hochladen |
| Skulptur                               | Schloßstraße, vor Nr. 2 Lage           | 1732                                 | Nepomuk-Figur, barock, bezeichnet 1732 | Fotos hochladen                |
| Wohnhaus                               | Schloßstraße 4 Lage                    | 17. oder 18. Jahrhundert             | barocker Krüppelwalmdachbau, verputzt und verschiefert, 17. oder 18. Jahrhundert | BW                             |
| Wohnhaus                               | Schmiedgasse 1 Lage                    | 18. Jahrhundert                      | barockes Fachwerkhaus, verputzt und verschiefert, 18. Jahrhundert | BW                             |
| Wegweiser                              | nordöstlich des Ortes an der K 47 Lage | um 1820/30                           | klassizistischer Sandstein-Obelisk, um 1820/30 | BW                             |
| Wegweiser                              | nördlich des Ortes an der K 47 Lage    | um 1820/30                           | klassizistischer Sandstein-Obelisk, um 1820/30 | BW                             |
| Wegweiser                              | westlich des Ortes an der K 45 Lage    | 19. Jahrhundert                      | klassizistischer Sandstein-Obelisk, 19. Jahrhundert | BW                             |
| Butterbank                             | westlich des Ortes an der K 45 Lage    | 19. Jahrhundert                      | Butterbank, wohl aus dem 19. Jahrhundert | BW                             |

## Ehemalige Kulturdenkmäler
| Bezeichnung | Lage                | Baujahr         | Beschreibung | Bild |
| ----------- | ------------------- | --------------- | --- | ---- |
| Hofanlage   | Hauptstraße 82 Lage | 18. Jahrhundert | Dreiseithof; barockes Fachwerkhaus, verputzt, 18. Jahrhundert, Fachwerk-Nebengebäude, verputzt, 17. Jahrhundert; durch Neubau ersetzt und aus Denkmalliste gelöscht | BW   |